# 広島市江波山気象館
広島市江波山気象館（ひろしましえばやまきしょうかん）は、広島市中区の江波山公園内にある気象科学館（登録博物館）である。

## 概要
全国でも珍しい気象をテーマとした博物館である。施設は広島市が所有し、公益財団法人広島市文化財団が指定管理者となっている。なお市の施設であるが広島市域の天気予報も発表している。
1934年（昭和9年）竣工した広島地方気象台の本庁舎が、1987年（昭和62年）中区上八丁堀の合同庁舎へ移転したことを機に、気象庁から広島市へ移管し、博物館として開館したもの。建物自体は1945年（昭和20年）広島市への原子爆弾投下にも耐えた現存する被爆建物であり、広島市重要文化財に指定されている。
予報業務許可事業者第78号として認可されている。

## 展示
常設展示の他、夏と冬の2回企画展示を行っている。

### 常設
天気情報
気象情報が入手できるほか、館で独自に広島市域の天気予報を行い、それをウェブサイトでも公開している。
資料展示
旧広島地方気象台で使われていた気象測器、原爆関係資料などがある。
体験型展示
風を体験できる「突風カプセル」、落雷実験を見ることができる「フランクリンの実験室」、台風の雲のなかの雰囲気を体験できる「タイフーンボックス」がある。

### 建物
本館は、1934年(昭和9年)に竣工した。建築様式は、20世紀初頭に花開いたドイツ表現主義の影響を受けたモダンな造形で、建築技術史的にもデザイン的にも優れている。
また、原爆の爆風で曲がった窓枠やガラスの破片が突き刺さった壁に被爆の痕跡を残している。
旧広島地方気象台として2000年(平成12年)7月25日に広島市重要有形文化財に指定された。

## 利用案内
開館時間9:00～17:00(入館は16:30まで)
休館日原則として毎週月曜日(祝日の場合を除く)、祝日の翌日、年末年始
入館料大人100(80)円、小人50(40)円
( )内は30人以上の団体料金、小学生未満の幼児は無料。

## 歴史

### 略歴
地方気象台時代
- 1934年（昭和9年） : 広島市江波町の江波山に広島測候所の新庁舎が竣工する[2]。
- 1935年（昭和10年） : 広島測候所が国泰寺村（現在の広島市中区国泰寺町）から江波山に移転し、測候を開始する[2]。
- 1945年（昭和20年） : 広島市への原爆投下及び枕崎台風により大きな被害を受ける[2]。
- 1987年（昭和62年） : 広島地方気象台が広島市中区上八丁堀の広島合同庁舎へ移転する[2]。

気象館時代
- 1990年（平成2年） : 旧気象台建物を広島市へ移管する[2]。
- 1992年（平成4年） : 日本初の気象をテーマにした博物館として広島市江波山気象館が開館する[2]。
- 1998年（平成10年） : 本館に隣接した新館が竣工する。
- 2000年（平成12年） : 旧広島地方気象台建物が広島市指定重要有形文化財に指定される[2]。
- 2003年（平成15年） : 広島市域の天気予報を開始する[2]。

### 被爆
1945年8月6日被爆から同年9月17日の枕崎台風被災に至る間の気象台については、柳田邦男のノンフィクション『空白の天気図』に詳しい。
この地は、爆心地から3,630mに位置した。建物や人的には被害を出したが、計器類の損傷は少なかった。これは気象器械が強い風雨に対し耐性を高く作られていたことと、ごく短時間での爆風通過であったため。ただロビッチ日射計は大破、同じく地震計も割れたガラス窓によって大破している。職員に重軽傷者が出たことに加え戦後の食糧難により、観測が困難な状況であったが、昼夜連続の毎時観測を続けている。そこへ9月17日、枕崎台風が襲来することになる。
以下、被爆時の気象記録を示す。この中で降雨、特に黒い雨については当該リンク先を参照。
- 日の出 : 午前5時24分、日の入 : 午後7時08分
- 月の出 : 午前3時14分、月の入 : 午後5時58分
- 月齢 : 27.6（旧暦6月29日）
- 満潮 : 午前8時5分、潮位310cm
  - 満潮 : 午後9時15分、潮位330cm
- 干潮 : 午前2時25分、潮位150cm
  - 干潮 : 午後2時30分、潮位50cm

| 時間            | 方向         |
| --------------- | ------------ |
| 0時 - 7時       | 北北東       |
| 8時             | 北           |
| 8時15分         | 西           |
| 8時18分         | 西・爆風来る |
| 9時             | 南西         |
| 9時30分         | 南南西       |
| 10時            | 南西         |
| 10時30分 - 12時 | 西南西       |
| 13時 - 18時     | 南西         |
| 19時            | 南南西       |
| 20時            | 南南東       |
| 21時 - 22時     | 南           |
| 23時            | 南西         |
| 24時            | 西南西       |

| 時間     | 温度             |  | 時間 | 温度 |
| -------- | ---------------- |  | ---- | ---- |
| 0時      | 25.6             |  | 12時 | 30.7 |
| 1時      | 25.0             |  | 13時 | 30.7 |
| 2時      | 24.7             |  | 14時 | 31.0 |
| 3時      | 24.2             |  | 15時 | 30.0 |
| 4時      | 23.9             |  | 16時 | 30.7 |
| 5時      | 23.7             |  | 17時 | 29.7 |
| 6時      | 23.6             |  | 18時 | 28.3 |
| 7時      | 24.7             |  | 19時 | 28.2 |
| 8時      | 26.7             |  | 20時 | 27.5 |
| 8時15分  | 26.8             |  |      |      |
| 8時18分  | 26.9（爆風来る） |  |      |      |
| 8時30分  | 27.0             |  |      |      |
| 9時      | 27.3             |  | 21時 | 26.9 |
| 9時30分  | 28.4             |  |      |      |
| 10時     | 29,3             |  | 22時 | 26.7 |
| 10時30分 | 29.6             |  |      |      |
| 11時     | 30.0             |  | 23時 | 26.6 |
| 11時30分 | 30.4             |  |      |      |
|          |                  |  | 24時 | 26.5 |

## アクセス
- JR広島駅から広島電鉄（路面電車）江波線紙屋町経由江波行き約30分（広島市内中心部紙屋町から約20分）、「江波」電停下車、徒歩15分
- JR横川駅から広島電鉄（路面電車）江波線土橋経由江波行き約20分、「江波」電停下車、徒歩15分
- 広電バス6号線江波営業所・江波行き約20分「江波栄町」バス停下車、徒歩5分